# Гейнс, Грег (игрок в американский футбол, 1996)
Грег Гейнс (англ. Greg Gaines, 6 мая 1996, Ла-Хабра, Калифорния) — профессиональный футболист, выступающий на позиции ноуз тэкла в клубе НФЛ «Лос-Анджелес Рэмс».

## Биография
Грег Гейнс родился 6 мая 1996 года в городе Ла-Хабра в Калифорнии. Там же он окончил школу. Во время учёбы он играл в футбол линейным защиты и, в некоторых игровых ситуациях, раннинбеком. Также Гейнс участвовал в соревнованиях по толканию ядра и метанию диска. После выпуска входил в число ста лучших молодых игроков штата. Поступил в Вашингтонский университет.

### Любительская карьера
В 2014 году Гейнс тренировался с командой университета, но участия в играх не принимал. В NCAA он дебютировал в сезоне 2015 года, сыграл в тринадцати матчах, шесть из них начал в стартовом составе. На третий год обучения стал одним из основных линейных защиты «Вашингтон Хаскис». По его итогам получил командный приз как лучший лайнмен сезона. Эту же награду Гейнс выиграл и в 2017 году.
В сезоне 2018 года, последнем в студенческой карьере, он сыграл в четырнадцати матчах. В третий раз подряд его признали лучшим линейным команды. Гейнс также вошёл в символическую сборную звёзд конференции Pac-12 и стал обладателем Моррис Трофи, приза лучшему линейному защиты в конференции.

#### Статистика выступлений в NCAA
| Сезон | Команда          | Игры | Захваты | Захваты | Захваты | Захваты | Захваты | Перехваты | Перехваты | Перехваты | Перехваты | Перехваты | Фамблы | Фамблы | Фамблы | Фамблы |
| Сезон | Команда          | Игры | Solo    | Ast     | Tot     | Loss    | Sk      | Int       | Yds       | Y/R       | TD        | PD        | FR     | Yds    | TD     | FF     |
| ----- | ---------------- | ---- | ------- | ------- | ------- | ------- | ------- | --------- | --------- | --------- | --------- | --------- | ------ | ------ | ------ | ------ |
| 2015  | Вашингтон Хаскис | 13   | 12      | 16      | 28      | 1,0     | 0,0     | 0         | 0         | 0,0       | 0         | 0         | 0      | 0      | 0      | 0      |
| 2016  | Вашингтон Хаскис | 14   | 21      | 14      | 35      | 8,0     | 3,5     | 0         | 0         | 0,0       | 0         | 0         | 0      | 0      | 0      | 0      |
| 2017  | Вашингтон Хаскис | 13   | 16      | 14      | 30      | 5,0     | 1,5     | 0         | 0         | 0,0       | 0         | 3         | 1      | 0      | 0      | 0      |
| 2018  | Вашингтон Хаскис | 14   | 26      | 30      | 56      | 7,5     | 4,5     | 1         | 0         | 0,0       | 0         | 0         | 0      | 0      | 0      | 0      |
| Всего | Всего            | 54   | 75      | 74      | 149     | 21,5    | 9,5     | 1         | 0         | 0,0       | 0         | 3         | 1      | 0      | 0      | 0      |

### Профессиональная карьера
Аналитик НФЛ Лэнс Зирлейн перед драфтом 2019 года характеризовал Гейнса как энергичного, но нестабильного игрока, который мог быть выбран в шестом или седьмом раунде и занять место запасного ноуз тэкла в схеме защиты 4—3. Достоинствами игрока он называл способность играть как против одиночных, так и против двойных блоков, его старания на поле. В качестве минусов отмечались проблемы с удержанием равновесия при борьбе, ограниченный набор приёмов пас-рашера, невысокая скорость при резкой смене направления движения.
Гейнс был выбран в четвёртом раунде драфта клубом «Лос-Анджелес Рэмс». Контракт с командой он подписал в начале июня 2019 года. В регулярном чемпионате он появился на поле в десяти матчах, приняв участие в 16,5 % всех розыгрышей защиты. 

#### Статистика выступлений в НФЛ

##### Регулярный чемпионат
| Сезон | Команда           | Игры | Захваты | Захваты | Захваты | Захваты | Захваты | Перехваты | Перехваты | Перехваты | Перехваты | Перехваты | Фамблы | Фамблы | Фамблы | Фамблы |
| Сезон | Команда           | Игры | Solo    | Ast     | Tot     | Loss    | Sk      | Int       | Yds       | Y/R       | TD        | PD        | FR     | Yds    | TD     | FF     |
| ----- | ----------------- | ---- | ------- | ------- | ------- | ------- | ------- | --------- | --------- | --------- | --------- | --------- | ------ | ------ | ------ | ------ |
| 2019  | Лос-Анджелес Рэмс | 10   | 6       | 7       | 13      | 0,0     | 0,5     | 0         | 0         | 0,0       | 0         | 0         | 0      | 0      | 0      | 0      |
| Всего | Всего             | 10   | 6       | 7       | 13      | 0,0     | 0,5     | 0         | 0         | 0,0       | 0         | 0         | 0      | 0      | 0      | 0      |